# 바페팀비 고미스
바페팀비 프레디우스 고미스(프랑스어: Bafétimbi Fredius Gomis, 1985년 8월 6일 ~ )는 프랑스의 축구 선수로 현재 일본 J1리그의 가와사키 프론탈레에서 스트라이커로 뛰고 있다.

## 선수 경력

### 클럽
2004년 프랑스 리그되의 AS 생테티엔에서 데뷔 후 13경기 2골을 기록하며 팀의 2003-04 2부 리그 우승 및 차기 시즌 1부 리그 승격에 이바지한 뒤 이듬해인 2005년 트루아 AC로 임대 이적하여 리그 13경기 6골을 기록하며 리그 3위 및 차기 시즌 1부 리그 승격에 기여했다.
그 후 2005-06 시즌을 앞두고 생테티엔으로 복귀하여 2008-09 시즌까지 생테티엔의 주전 공격수로 151경기 47골을 터뜨리며 팀의 5회 연속 1부 리그 잔류에 크게 이바지했으며 이에 힘입어 2007년 1월 UNFP 선정 이달의 선수상에 선정되었다.
그리고 2009-10 시즌을 앞두고 올랭피크 리옹으로 이적한 이후 2013-14 시즌까지 244경기 95골을 터뜨리며 리그 1 2009-10 준우승, 2009-10년 UEFA 챔피언스리그 4강, 2011-12년 쿠프 드 프랑스 우승, 2011-12년 쿠프 드 라 리그 준우승, 2012년 트로페 데 샹피옹 우승, 2013-14년 쿠프 드 라 리그 준우승 등의 주역으로 맹활약했다.
이후 2013-14 시즌 종료 후인 2014년 6월 27일 잉글랜드 프리미어리그의 스완지 시티로 이적하여 2015-16 시즌까지 71경기 17골을 터뜨린 뒤 2016-17 시즌을 앞두고 올랭피크 드 마르세유로 임대 이적한 뒤 34경기 21골을 터뜨리는 맹활약으로 마르세유의 리그 1 2016-17 5위의 성적을 이끌어냈다.
그 뒤 2017-18 시즌을 앞두고 튀르키예 쉬페르리그의 갈라타사라이 SK로 이적한 후 2018-19 시즌까지 42경기 32골의 폭발적인 득점력으로 2017-18 리그 우승을 이끌었고 특히 팀이 우승을 차지했던 2017-18 리그에서 33경기 29골을 터뜨리며 리그 득점왕에 오르는 기염을 토했으나 2018-19 시즌에서는 단 2경기 출장에 그친 채 2018년 8월 24일 약 95억원의 이적료에 사우디 프로페셔널리그의 강호 알힐랄 SFC와 입단 계약을 체결했다.
그리고 알힐랄로 이적 후 2021-22 시즌 중반까지 공식전 154경기 116골을 터뜨리며 리그 2연패, 2018-19 리그 준우승, 2019-20년 사우디아라비아 국왕컵 우승, 2019년 AFC 챔피언스리그 우승, 2019년 FIFA 클럽 월드컵 4위, 2020년 사우디 슈퍼컵 준우승, 2021년 AFC 챔피언스리그 우승, 2021년 FIFA 클럽 월드컵 4위, 2021년 사우디 슈퍼컵 우승 등의 굵직한 성과를 거두었고 이 뿐만 아니라 사우디 리그 이달의 선수상(2019년 2월), 2019년 AFC 챔피언스리그 득점왕(11골), 최우수선수상, 팬들이 뽑은 베스트 11, 옵타 스포츠 선정 베스트 11, 2020-21 사우디 리그 득점왕(24골) 등에 선정되는 영예까지 안았다.
그 후 2021-22 시즌이 진행 중이던 2022년 2월 갈라타사라이 SK 이적을 통해 약 4년 만에 튀르키예 쉬페르리그로 복귀하여 2시즌 동안 공식전  44경기 19골을 터뜨리며 5년만의 리그 우승에 기여했으며 2022-23 시즌 종료 후인 2023년 8월 8일 일본 J1리그의 가와사키 프론탈레의 유니폼으로 갈아입었다.

### 국가대표팀
2008년 5월 8일 세네갈과의 친선 경기에서 국제 A매치 데뷔전을 치른 이후 열흘 후 발표된 UEFA 유로 2008 본선 엔트리에 이름을 올렸고 5월 27일 에콰도르와의 친선 경기에서 A매치 데뷔골을 신고했다.
이후 UEFA 유로 2008 본선 3경기에 모두 출전하여 팀은 루마니아와의 C조 최종전에서 간신히 비기며 3전 전패를 면했으나 1무 2패·조 꼴찌로 1992년 이후 16년 만에 유로 대회 본선 조별리그에서 탈락하는 수모를 겪었고 알바니아와 보스니아 헤르체고비나와의 UEFA 유로 2012 예선 경기를 앞두고 로랑 블랑 감독의 부름을 받기도 했으며 2013년 A매치 통산 12경기 3골을 기록한 후 국가대표팀 유니폼을 반납했다.

## 수상

### 클럽
AS 생테티엔
- 리그 2 : 우승 (2003-04)

트루아 AC
- 리그 2 : 3위 (2004-05)

올랭피크 리옹
- 리그 1 : 준우승 (2009-10)
- 쿠프 드 프랑스 : 우승 (2011-12)
- 쿠프 드 라 리그 : 준우승 (2011-12, 2013-14)
- 트로페 데 샹피옹 : 우승 (2012)
- UEFA 챔피언스리그 : 4강 (2009-10)

 갈라타사라이 SK
- 튀르키예 쉬페르리그 : 우승 (2017-18, 2022-23)

 알힐랄 SFC
- 사우디 프로페셔널리그 : 우승 (2019-20, 2020-21), 준우승 (2018-19)
- 사우디아라비아 국왕컵 : 우승 (2019-20), 준우승 (2021-22)
- 사우디 슈퍼컵 : 우승 (2021), 준우승 (2020)
- AFC 챔피언스리그 : 우승 (2019, 2021)
- FIFA 클럽 월드컵 : 4위 (2019, 2021)

### 개인
- UNFP 선정 이달의 선수상 : 2007년 1월
- 튀르키예 쉬페르리그 득점왕 : 2017-18 (29골)
- 사우디 프로페셔널리그 득점왕 : 2020-21 (24골)
- 사우디 프로페셔널리그 이달의 선수상 : 2019년 2월
- AFC 챔피언스리그 득점왕 : 2019 (11골)
- AFC 챔피언스리그 최우수선수 : 2019
- AFC 챔피언스리그 팬 선정 베스트 11 : 2019
- AFC 챔피언스리그 옵타 스포츠 선정 베스트 11 : 2019